# Riquixá

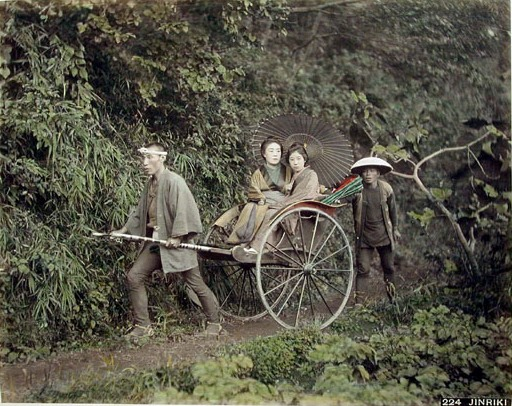
Riquixá japonês (jinrikisha), 1886

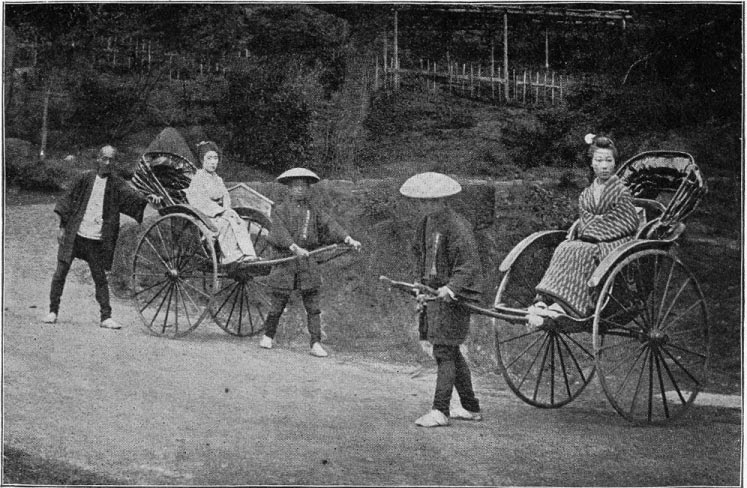
Riquixás japoneses, 1897

O riquixá (português brasileiro) ou riquexó (português europeu)  é um meio de transporte de tração humana em que uma pessoa puxa uma carroça de duas rodas onde acomodam-se mais uma ou duas pessoas. O vocábulo riquixá tem origem na Ásia onde eram amplamente utilizados como meios de transporte pela elite. Atualmente, no entanto, os riquixás foram proibidos em muitos países na Ásia em decorrência dos numerosos acidentes.
Os riquixás comuns têm sido substituídos, principalmente na Ásia, pelos ciclo-riquixás. Eles também são comuns em cidades ocidentais como Nova Iorque. Em Londres eles são conhecidos como pedicabs. O termo "riquixá" é utilizado também para esses veículos, mas esse artigo trata exclusivamente de riquixás puxados a pé.
O vocábulo "riquixá" vem da palavra japonesa jinrikisha (em japonês: 人力車; romaniz.: jinrikisha; lit. "veículo de tração humana"); 人 (em japonês: 人; romaniz.: jin; lit. "humano"), 力 (em japonês: 力; romaniz.: riki; lit. "tração") e 車 (em japonês: 車; romaniz.: sha; lit. "veículo").

## História

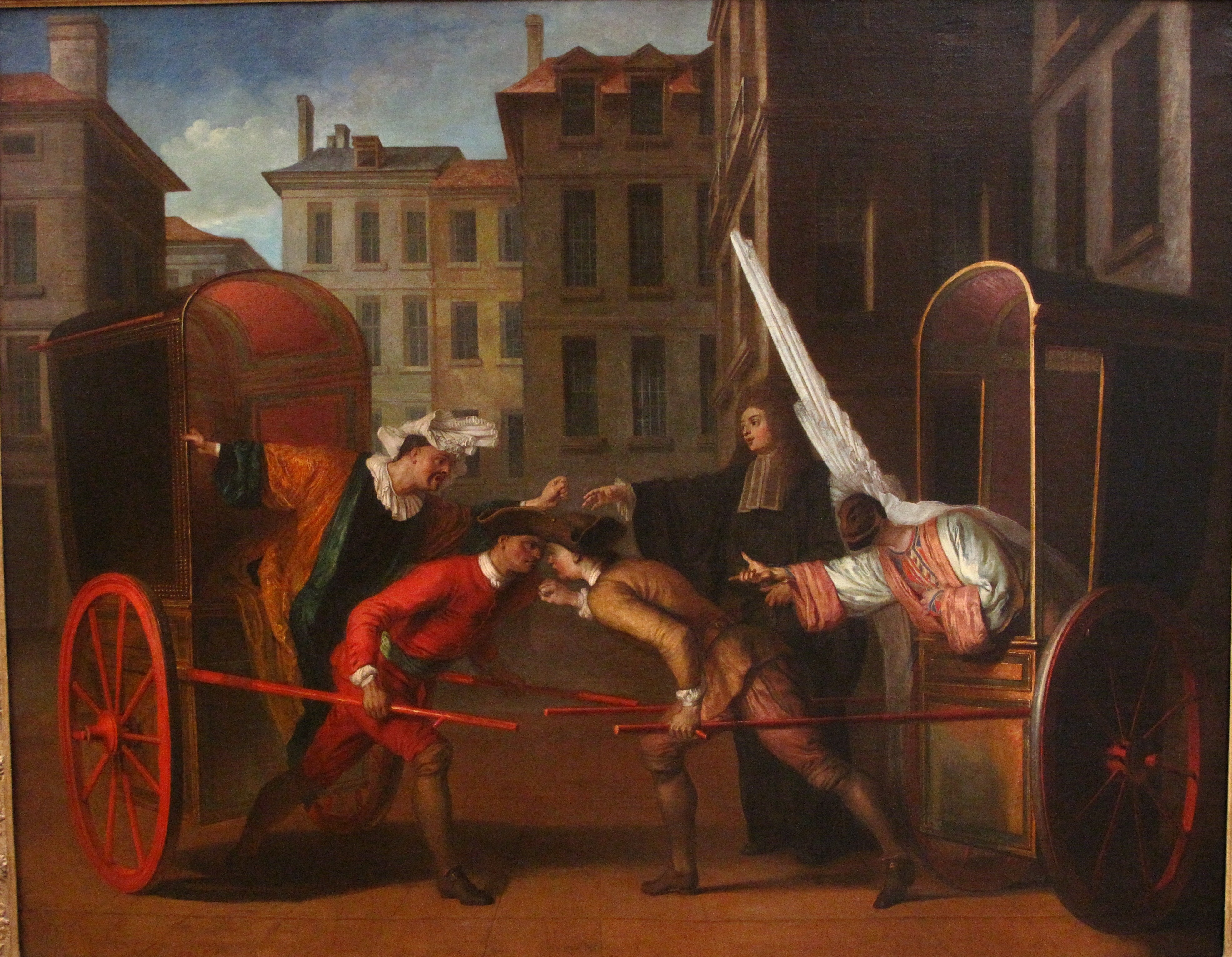
Les Deux Carrosses de Claude Gillot, 1707

A pintura de 1707, "Les deux carrosses", de Claude Gillot mostra uma carroça tipo riquixá em uma cena cômica. Essas carroças, conhecidas como vinagretes por causa de sua semelhança com os carrinhos de mão de produtores de vinagre, foram utilizados nas estradas de Paris nos séculos XVII e XVIII. (Fresnault-Deruelle, 2005)
Os riquixás surgiram no Japão por volta de 1868, no início da Restauração Meiji. Eles logo se tornaram um meio de transporte popular, pelo fato de serem mais rápidos que as liteiras utilizadas anteriormente (e o trabalho humano era consideravelmente mais barato do que a utilização de cavalos).
A identidade do inventor (se houve um) permanece incerta. Algumas fontes citam o ferreiro estadunidense Albert Tolman, a quem é atribuída a invenção do riquixá por volta do ano de 1848 em Worcester (Massachusetts) para um missionário. Outros afirmam que Jonathan Scobie (ou W. Goble), um estadunidense missionário para o Japão, inventou riquixás por volta de 1869 para transportar sua esposa inválida pelas estradas de Yokohama.
Outros ainda dizem que o riquixá foi projetado por um pastor evangélico americano em 1888. Essa hipótese certamente está incorreta, pois um artigo de 1877 de um correspondente do The New York Times declarava que o "jin-riki-sha, ou carruagem de tração humana" estava sendo popularmente utilizado, e tinha sido inventado provavelmente por um americano em 1869 ou 1870.
Fontes japonesas frequentemente creditam Izumi Yosuke, Suzuki Tokujiro, e Takayama Kosuke, que teriam, segundo eles, inventado os riquixás em 1868, inspirados nas carruagens de cavalos que tinham sido introduzidas nas estradas de Tóquio pouco antes. Começando em 1870, as autoridades de Tóquio emitiram para esses três homens uma permissão para fabricarem e venderem riquixás. A assinatura de um desses inventores também era exigida em todas as licenças para operar um riquixá.
Em 1872, cerca de 40.000 riquixás estavam sendo utilizados em Tóquio. Eles logo se tornaram o principal meio de transporte público no Japão. (Powerhouse Museum, 2005; The Jinrikisha story, 1996)
Por volta de 1880, os riquixás apareceram na Índia, primeiro em Simla e, 20 anos mais tarde, em Calcutá. Lá eles foram utilizados inicialmente por comerciantes chineses para o transporte de mercadorias. Em 1914 os chineses requisitaram uma permissão para utilizar riquixás para transporte de passageiros. Pouco depois, os riquixás apareceram em muitas das grandes cidades do sudeste asiático. Puxar um riquixá era normalmente o primeiro trabalho de camponeses que migravam para essas cidades.

## Utilização no mundo

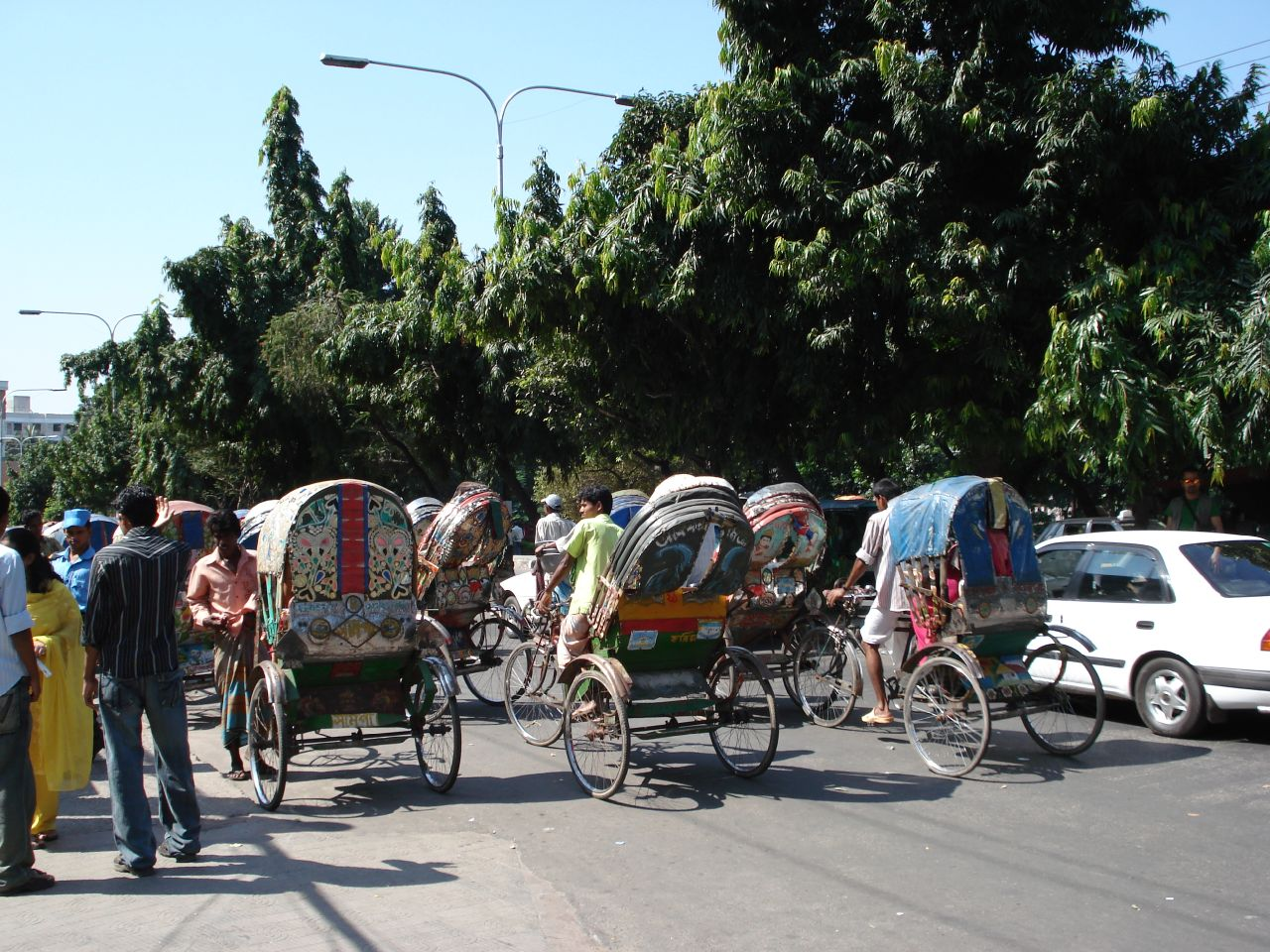
Riquixás em Dhaka, Bangladesh.

### África do Sul
Os vários puxadores de riquixá Zulus, com seus chapéus enormes e roupas coloridas, são uma das maiores atrações para turistas na cidade de Durban.

### Alemanha
Em 1997 um novo sistema de riquixá foi criado em Berlim. É um veículo com aparência moderna (CityCruiser) e permite que os condutores utilizem os riquixás como meio de propaganda. Em dez anos, as atividades com CityCruisers avançaram por todo o mundo.

### Bangladesh
Os riquixás (রিকশা riksha) em Bangladesh são movidos a pedal, e estão disponíveis para aluguel em todo o país; A capital de Bangladesh é algumas vezes chamada de "Cidade dos Riquixás". No entanto, o crescente tráfego e os consequentes acidentes levaram à proibição dos riquixás em boa parte das principais ruas da cidade. Além disso, em várias regiões da Velha Dhaka os riquixás são o único tipo de veículo que conseguem trafegar nas ruas estreitas. Os puxadores de riquixá são chamados de রিকশাওয়ালা rikshawallah em bengali.

### Brasil
São utilizados ciclo-riquixás nas cidades de Rio de Janeiro e Volta Redonda, ambas no estado do Rio de Janeiro. São mais conhecidos localmente como ecotáxi.

### China
Riquixás manuais começaram a ser utilizados na China durante o final da década de 1800, mas a maioria desapareceu após 1949.
No início da década de 1990, os ciclo-riquixás se tornaram um meio barato e popular de transporte.

### Estados Unidos da América
Em muitas das grandes cidades ciclo-riquixás têm sido utilizados por cerca de uma década.
Os riquixás também estão presentes no calçadão de Atlantic City, Nova Jérsei. Eles transportam apostadores de um cassino a outro.

### Hong Kong
Os riquixás de Hong Kong foram inicialmente importados do Japão em 1874. Eles foram um meio popular de transporte durante muitos anos, alcançando mais de 3.000 na década de 1920. No entanto, sua popularidade diminuiu após a Segunda Guerra Mundial. Desde 1975 não são emitidas novas licenças para riquixás, e apenas alguns idosos—cerca de quatro em 2002—ainda tocam seus negócios, principalmente para turistas.

### Índia
Calcutá

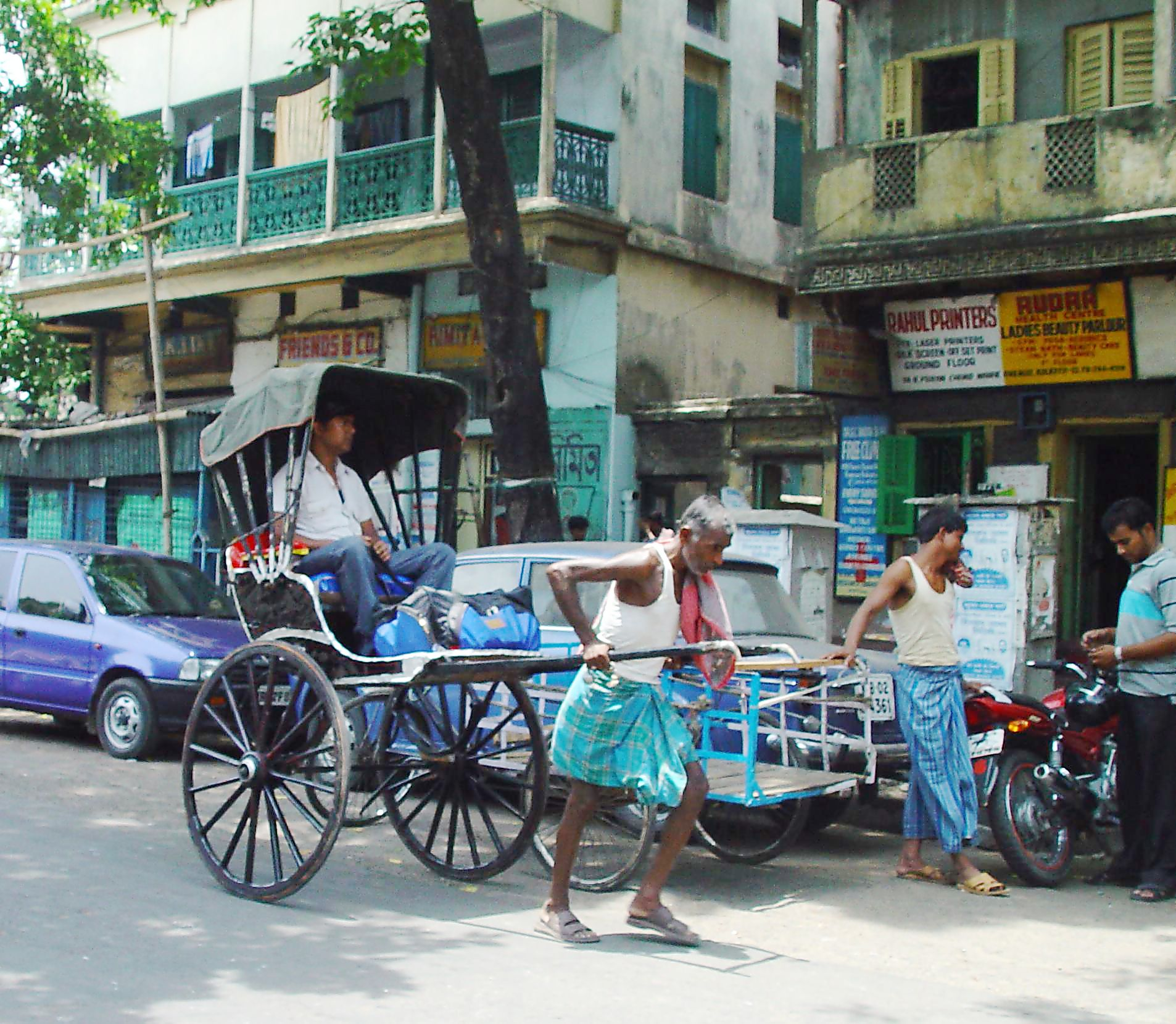
Riquixá de Calcutá, 2004

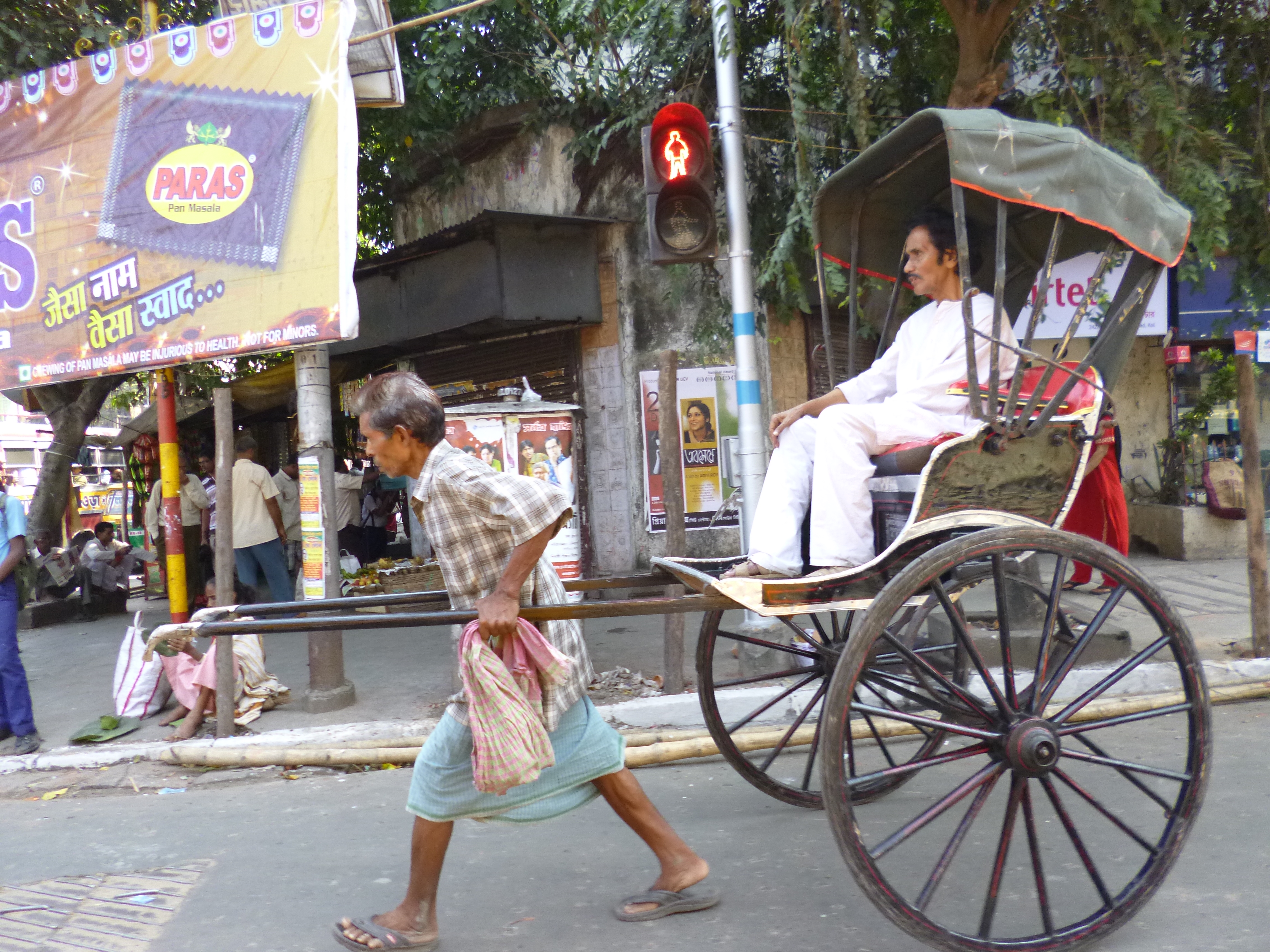
Riquixá de Calcutá, 2012

Desde 2005, a última frota considerável de riquixás verdadeiros pode ser encontrada em Calcutá, onde o sindicato de puxadores de riquixás resistiram à proibição.
Muitas grandes ruas foram fechadas para o tráfego de riquixás desde 1972, e em 1982 a cidade  confiscou mais de 12.000 riquixás e os destruiu.  Em 1992, foi estimado que mais de 30.000 riquixás estavam em operação na cidade, dos quais apenas 6.000 não operavam ilegalmente, sem uma licença (desde 1945 não são emitidas novas licenças).  A grande maioria dos puxadores de riquixá alugam seus riquixás por alguns dólares por turno.  Eles moram em albergues baratos, tentando economizar dinheiro para enviar para casa. (Eide, 1993) Cada dera, uma mistura de garagem, oficina e dormitório, tem um sardar que gerencia isso. Os puxadores muitas vezes pagam cerca de 100 rupias (cerca de 2,50 dólares americanos) por mês para morarem em uma dera. Puxadores Hindus e Muçulmanos muitas vezes compartilham moradias. Alguns puxadores dormem nas ruas dentro dos seus riquixás.
Em agosto de 2005, o governo comunista de Bengala Ocidental anunciou planos para banir completamente os riquixás, resultando em protestos e manifestações dos puxadores. (WebIndia, 2005)
Em 2006, o ministro chefe de Bengala Ocidental, Buddhadeb Battacharjee, anunciou que os riquixás seriam banidos e que os puxadores de riquixás seriam reabilitados.
Em 2008 muitos dos puxadores de riquixá de Calcutá vêm de Bihar, considerado um dos estados mais pobres da Índia.
Calvin Trillin do National Geographic declarou em um artigo de 2008 que o governo da cidade não decidiu como os puxadores de riquixás seriam reabilitados, nem estabeleceu um prazo para que o governo tome essa decisão. Trillin ainda disse que muitas autoridades de Bengala Ocidental fizeram declarações dizendo que os riquixás seriam banidos desde 1976 até 2008.

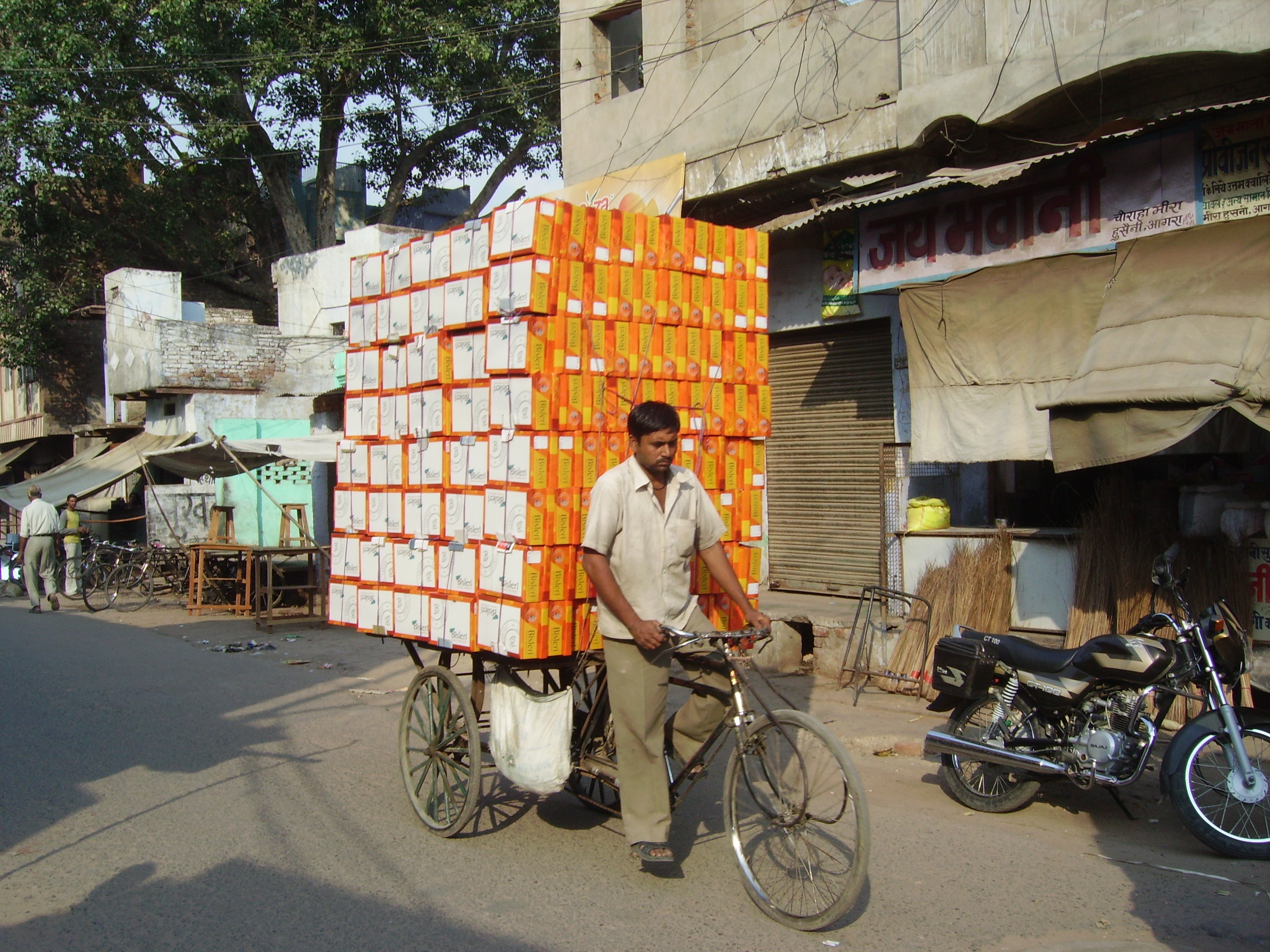
Um ciclo-riquixá carregando caixas de sapato em Agra

### Madagascar
Os Riquixás, conhecidos como pousse-pousse, são um meio de transporte muito comum em várias cidades de Madagascar. Eles são normalmente enfeitados brilhantemente.

### Malásia

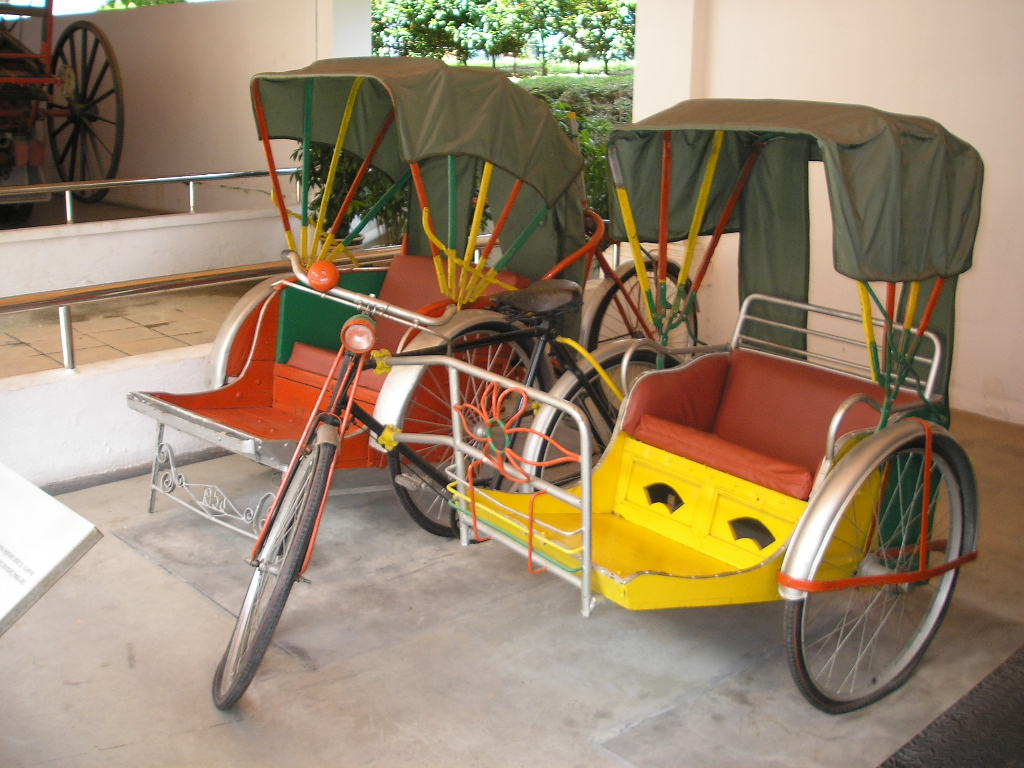
beca de Parit Jawa, Muar, Johor, no Muzium Negara

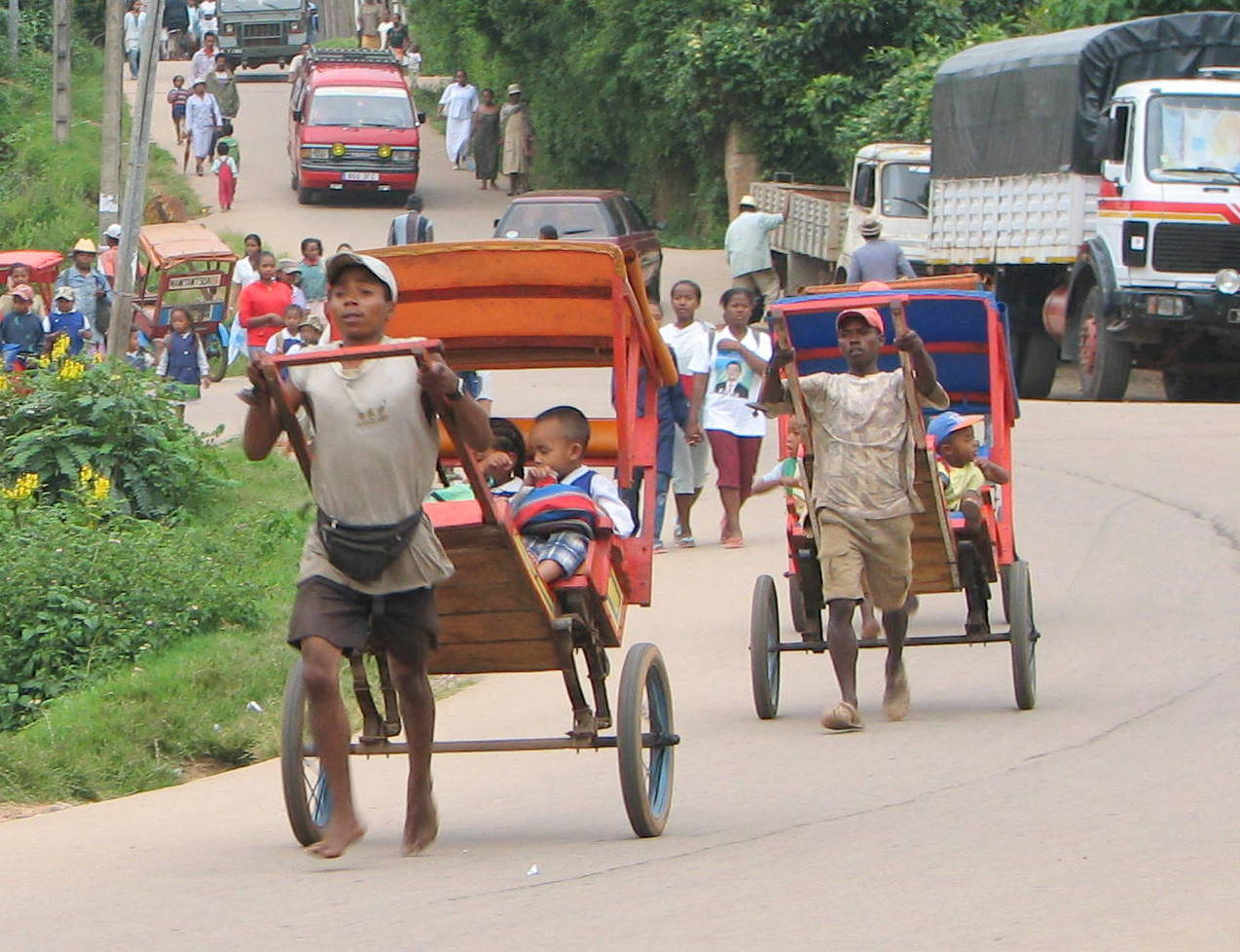
Pousse-pousse em Madagascar

Os riquixás foram um meio de transporte comum em áreas urbanas no século XIX e início do século XX. No entanto, os riquixás foram gradualmente substituídos por ciclo-riquixás (beca em malaio). Os ciclo-riquixás também se espalharam nas cidades Malásias por na década de 1970. Desde então, a rápida urbanização aumentou a demanda por transportes públicos mais eficientes, resultando em uma diminuição do número de riquixás. Hoje, os riquixás são operados principalmente para atração turística, com alguns poucos operando em Malacca, Penang, Kelantan e Terengganu.

### Paquistão
Riquixás de tração humana foram tornaram-se oficialmente ilegais no Paquistão desde o final da década de 50/início da década de 60. O país continua sendo lar de um grande número de riquixás motorizados.

### Reino Unido
Os riquixás Pedicab vêm sendo operados nas ruas de Soho (região de Londres).

### República da Irlanda
A primeira vez que Dublin viu o modesto riquixá em suas ruas foi em 1996, quando uma empresa de riquixás sediada no Canadá montou uma frota de 20 riquixás, fabricados com aço tubular.
O povo de Dublin, tanto moradores quanto turistas, ficaram surpresos na primeira vez que viram essa ideia do extremo oriente na Irlanda. As pessoas começaram a utilizar os riquixás para passearem de bares para clubes ou para uma passagem rápida pelo Temple Bar.  Mais tarde naquele mesmo ano 12 ciclo-riquixás foram importados por um dono de um clube de vinho que se chamava B. McDonald, que fundou a Pedicabs Ireland. Um ano depois J. Ralf e J. Utah, antigos ciclistas da Pedicab Ireland, montaram uma pequena fábrica de riquixás puxados à mão chamada Silver Rickshaw.  A última empresa de riquixás puxados à mão foi criada por B. Wheeler, ex-gerente da Pedicab Ireland.  Ela foi, no verão de 2001, chamada simplesmente de The Rickshaw Co.  A empresa cresceu rapidamente com seis pedicabs adicionados à sua frota de 12 riquixás puxados à mão recém-criados.  Os ataques nos Estados Unidos em 9 de setembro de 2001 destruíram a nova indústria e a maioria das empresas acima não está mais em atividade, com exceção da Silver Rickshaws.

### Vietnã
Os riquixás são utilizados como meio de transporte em áreas centrais das grandes cidades vietnamitas, principalmente para turismo.

## Atrações turísticas
Os riquixás são atrações turísticas na região de Asakusa em Tóquio; na área principal de templos de Kyoto; nas áreas fortes de turismo de Kamakura; na Ilha de Hong Kong, Hong Kong; na Ilha Cijin em Kaohsiung; em bairros chineses de Londres, no Byward Market de Ottawa; no centro de Toronto; em Hanoi na Cidade de Ho Chi Minh (Vietnam). Em todos esses locais, eles são principalmente para turistas.

## Livros, filmes, TV, Música

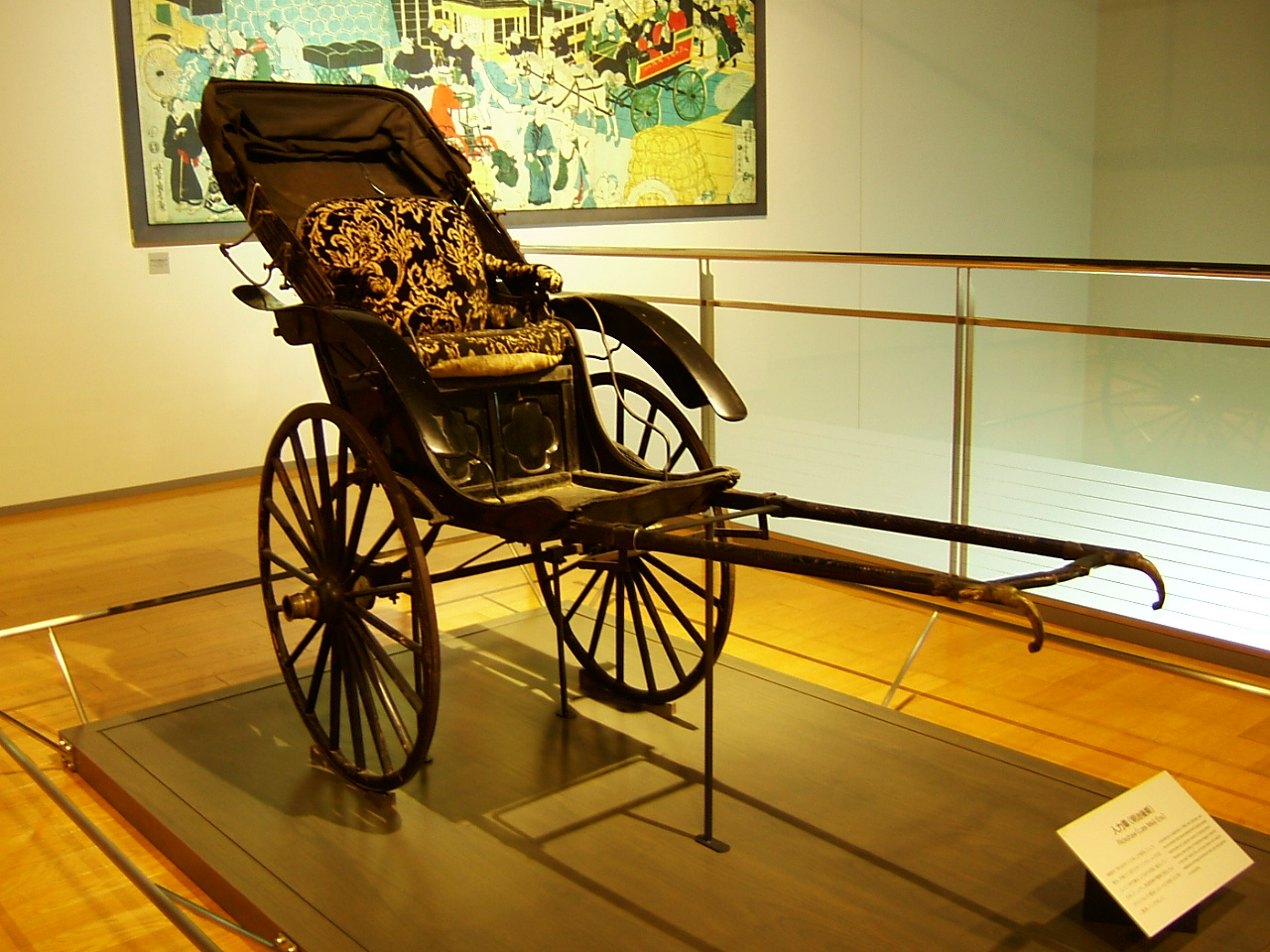
Riquixá em um museu do Japão

- Um antigo conto de Rudyard Kipling, de 1885, é intitulado The Phantom Rickshaw (O riquixá fantasma). Nele um jovem inglês tem um romance a bordo de em um navio com destino à India. Lá ele casa com outra mulher e seu antigo amor morre de desilusão. Depois disso, em excursões pela cidade de Simla, ele vê freqüentemente o fantasma da falecida passeando em seu riquixá de almofadas amarelas, mas ninguém além dele parece perceber o fenômeno.
- O romance de 1936 Luotuo Xiangzi de Lao She descreve a vida de um puxador de riquixá em Pequim na década de 1920. A versão em inglês Rickshaw Boy tornou-se um bestseller em 1945 nos EUA. Foi uma tradução não autorizada que adicionou um final feliz à história. Em 1982 a versão original ganhou um filme com o mesmo título. A versão em português Camelo Xiangzi foi lançada em 1986 com tradução de João Barroso.
- O filme de Bollywood de 1953 Do Bigha Zameen, dirigido por Bimal Roy, descreve o destino de um pobre fazendeiro que torna-se um puxador de riquixá em Kolkata.
- Filme Muhomatsu no Issho de 1953.
- No filme de 1992 City of Joy (cujo título se refere à Kolkata), Om Puri interpreta um puxador de riquixá, revelando as dificuldades econômicas e emocionais que esses trabalhadores mal-remunerados enfrentavam no seu dia-a-dia.
- No episódio  The Bookstore do sitcom estadunidense Seinfeld, Kramer e Newman importam riquixás para Nova Iorque, para tocarem um negócio. Eles prentendem empregar moradores de rua da cidade. No entanto, um deles rouba o riquixá. Os dois recuperam o riquixá, e Newman força Kramer a transportá-lo morro acima, uma viagem que Kramer não é capaz de fazer.
- No romance The Good Earth (1931) de Pearl S. Buck, o herói Wang Lung deixa sua terra para viajar para o sul durante uma seca.  Ele acaba na cidade de Kiangsu, onde se torna um puxador de riquixá para sustentar sua família.
- No filme documentário Men of burden Pedaling towards a Horizon (2006) filmado na cidade de Pondicherry, um território da união do sudeste da Índia, o filme documentário revela a história de condutores de ciclo-riquixás vivendo em extrema pobreza.
- Em uma música recente, Steam Engenius, da banda de rock alternativo Modest Mouse, o vocalista Isaac Brock se refere a um paradoxo de um riquixá sendo puxado por outro riquixá.
- Em Kuroko no Basket, o personagem Midorima Shintarou é visto usando um ciclo-riquixá com seu amigo, Takao Kazunari.